# تپه دستک علیا ۱
تپه دستک علیا ۱ مربوط به هزاره۳ قبل از میلاد - دوره ایلخانی است و در شهرستان سرپل ذهاب، بخش مرکزی، دهستان حومه سرپل، ۲۰۰ متری جنوب روستای دستک علیا واقع شده و این اثر در تاریخ ۲۶ اسفند ۱۳۸۷ با شمارهٔ ثبت ۲۵۴۷۵ به‌عنوان یکی از آثار ملی ایران به ثبت رسیده است.